# مایکل مک‌اینتایر
مایکل مک‌اینتایر (انگلیسی: Michael McIntyre؛ زادهٔ ۲۱ فوریهٔ ۱۹۷۶) هنرپیشه، کمدین و مجری اهل انگلستان است.
وی مجری شبکه بی‌بی‌سی وان و داور برنامه بریتانیا استعداد دارد بوده است.